# Лоран Косельні
Лора́н Косельні́ (фр. Laurent Koscielny; нар. 10 вересня 1985, Тюль, Франція) — французький футболіст польського походження. Відомий виступами за «Арсенал» (Лондон). Фіналіст Євро-2016 у складі збірної Франції.

## Ігрова кар'єра
3 травня 2018 року Косельні отримав травму ахіллового сухожилля під час матчу-півфіналу Ліги Європи УЄФА проти Атлетико Мадрид і був виключений щонайменше на пів року. 
Після завершення кар'єри Пера Мертесакера Косельні став капітаном «Арсеналу». Вперше вийшов у сезоні проти «Саутгемптона», зазнавши поразки 3-2. Косельні зіграв, як виявилося, останню гру в складі Арсеналу у якості капітана, який переміг Челсі з рахунком 4:1 у фіналі Ліги Європи УЄФА 2019 року. 
11 липня 2019 року повідомлялося, що за рік до закінчення контракту він відмовився брати участь у передсезонному турне Арсеналу до Сполучених Штатів і вирішив залишитися у Великій Британії, щоб форсувати перехід до «Бордо».
У січні 2022 року був відсторонений від тренувань в основному складі команди «Бордо». Того ж місяця футболіст і клуб домовилися про дострокове розірвання контракту. У березні 2022 року Лоран Косельні повідомив про завершення кар’єри футболіста.

## Досягнення
- Віцечемпіон Європи: 2016

«Арсенал»
- Володар Кубка Англії: 2013–14, 2014–15, 2016–17
- Володар Суперкубка Англії: 2014, 2015, 2017

## Особисте життя
Його дід та прадід були польськими гірниками, які працювали на півночі Франції. У нього є брат, який на 10 років старший і виступав у аматорських лігах. Батько Лорана також грав у багатьох клубах четвертого дивізіону французького футболу, перш ніж стати тренером. Він одружений зі своєю давньою дівчиною Клер Бодуен з 20 червня 2015 року.